# Wincenty Lewandowski
Wincenty Janusz Lewandowski (ur. 5 kwietnia 1937 w Piotrkowie Kujawskim) – polski działacz katolicki, poseł na Sejm PRL IX kadencji.

## Życiorys
W 1965 ukończył studia prawnicze na Uniwersytecie Warszawskim. W okresie PRL działał w Stowarzyszeniu PAX, był m.in. zastępcą redaktora naczelnego „Słowa Powszechnego”. Pełnił funkcję wiceprzewodniczącego PAX-u (1980–1985), wiceprzewodniczącego Rady Krajowej Patriotycznego Ruchu Odrodzenia Narodowego (1982–1987; do 1983 Tymczasowej RK) oraz wiceministra finansów (1987–1989). Był także prezesem spółki „Inco-Veritas” oraz sekretarzem generalnym Zrzeszenia Katolików „Caritas”. W wyborach w 1985 uzyskał mandat posła na Sejm IX kadencji w okręgu Warszawa Praga-Północ jako bezpartyjny z puli PRON. Zasiadał w Komisji Budownictwa, Gospodarki Przestrzennej, Komunalnej i Mieszkaniowej, Komisji Planu Gospodarczego, Budżetu i Finansów, Komisji Nadzwyczajnej do rozpatrzenia poselskiego projektu ustawy o konsultacjach społecznych i referendum oraz w Komisji Spraw Zagranicznych.

## Odznaczenia
- Krzyż Kawalerski Orderu Odrodzenia Polski
- Złoty Krzyż Zasługi
- Medal 40-lecia Polski Ludowej[4]